# Griselda Molemans

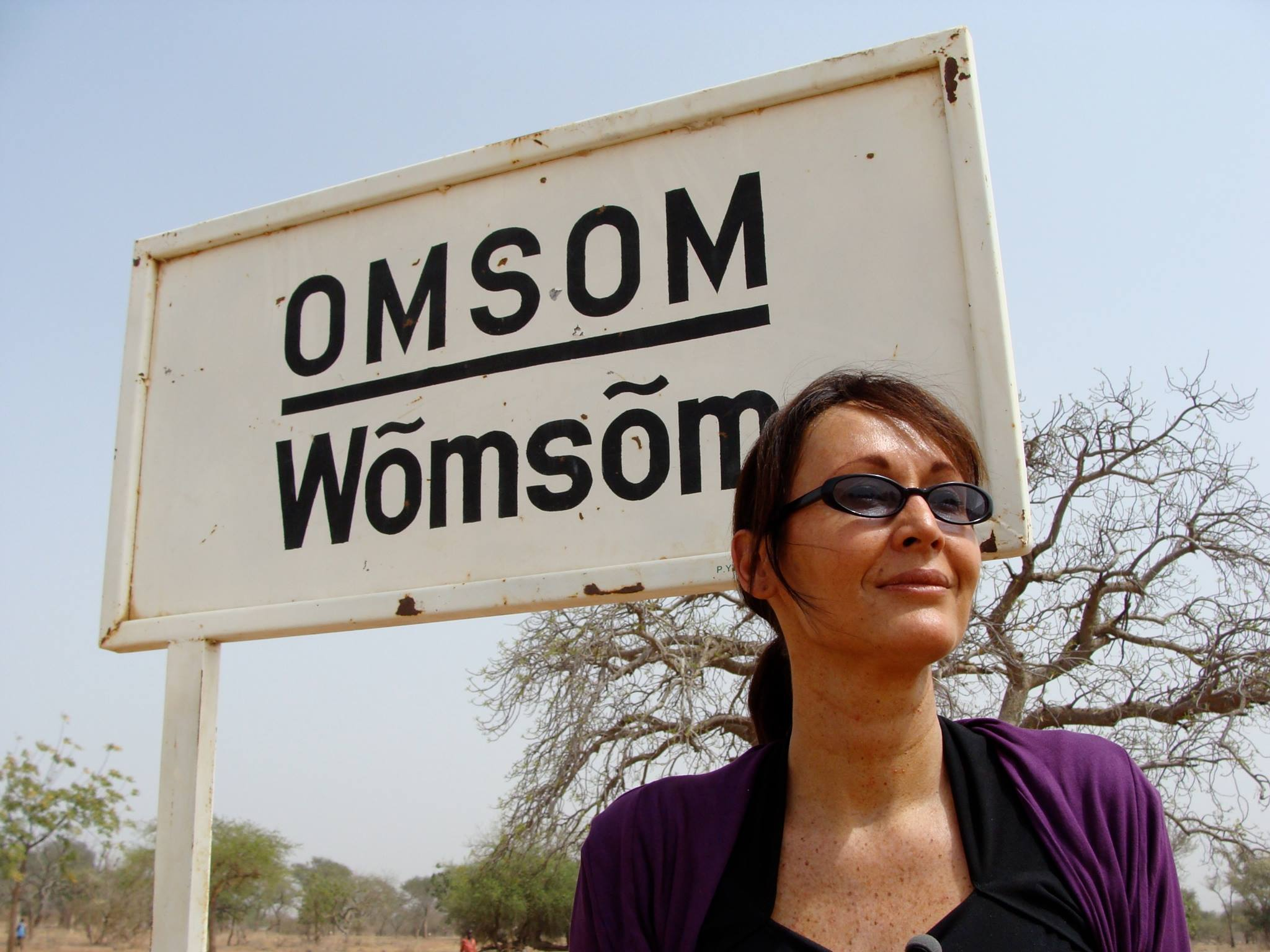
Griselda Molemans am Ortsschild von Omsom im Norden Burkina Fasos, der Heimat ihres Vorfahren Yambaga Ouédraogo

Griselda Molemans, eigentlich Griselda Edwien Visser, (* 24. Mai 1961 in Castricum) ist eine niederländische Autorin, investigative Journalistin, Aktivistin und Dokumentarfilmerin. Zwischen 1990 und 2015 arbeitete sie als Moderatorin, Kommentatorin und Reporterin vor allem für Sportredaktionen verschiedener TV-Sender.
Im Mittelpunkt ihrer Recherchen steht das Versagen bei der Entschädigung von Kriegsopfern aus dem ehemaligen Niederländisch-Indien sowie ihre eigene multi-ethnische Herkunft.

## Biographie

### Familie und Ausbildung
Griselda Visser ist die Tochter einer indisch-molukkischen Mutter. Sie ist die Urenkelin von Yambaga Ouédraogo, der Dorfchef von Omsom in Burkina Faso war, bis er 1841 von Sklavenjägern verschleppt wurde. Er wurde auf dem Sklavenmarkt in Kumasi (heute Ghana) an das Koninklijk Nederlandsch-Indisch Leger verkauft, das ihm bei der Registrierung den Namen Molemans gab. Diese schwarzen niederländischen Soldaten wurden Belanda Hitam (schwarze Niederländer) genannt. Vissers Vater wurde in Curaçao geboren und entstammte einer surinamisch-deutschen Familie. In den 1950er Jahren kamen Vissers Eltern mit den Großeltern in die Niederlande.
Visser studierte  an der Vrije Universiteit Amsterdam zunächst Klassische Archäologie und anschließend Kunstgeschichte.

### Sportreporterin beim Fernsehen
Ab 1990 arbeitete Visser bei NOS als Moderatorin von Sportsendungen. Ihre Festanstellung und ihr gleichzeitiger Wunsch, ein eigenes Unternehmen aufzubauen, führte zu Konflikten mit der NOS, weshalb sie die Zusammenarbeit beendete. Schließlich erhielt sie als erste Medienschaffende in den Niederlanden eine so genannte „Erklärung zum Beschäftigungsverhältnis“ (VAR), um ihre Fernseharbeit unabhängig ausüben zu können.
Von 1994 bis 2002 arbeitete Griselda Visser für RTL Sport als Reporterin, Kommentatorin und Moderatorin. 1996 gründete sie eine internationale Produktionsagentur für Sportinterviews und -sendungen, die Fußballinterviews für Sender aus verschiedenen Ländern lieferte. Sie spricht sieben Sprachen.

### Korrespondentin und Autorin
2004 erfuhr Griselda Visser von ihrem afrikanischen Vorfahren Yambaga Ouédraogo (geboren ca. 1817) und seinem Herkunftsort. Sie begann, seinen Lebenslauf in Burkina Faso zu recherchieren, unter anderem in Gesprächen mit den Ältesten aus dem Dorf Omsom. So war es dort noch bekannt, dass der „Naaba“ („Dorfchef“) entführt worden war. Ihr Erkenntnisse verarbeitete sie in dem Buch In het voetspoor van De Panter. Der Beiname des Ururgroßvaters Naaba Yambaga war „Panther“, weil er immer ein Pantherfell trug.
2005 ging Griselda Visser als Korrespondentin nach Los Angeles. Dort gab sie ihr Debüt als Autorin von Sachbüchern in den  De Pizarro Dossiers zu Niederländisch-Indien. Dafür nahm sie das Pseudonym Griselda Molemans an, den Nachnamen ihres afrikanischen Vorfahren und Geburtsname der Mutter. Sie gründete 2014 den unabhängigen Verlag „Quasar“, wobei der Begriff für die Sichtbarmachung verschwiegener Themen steht. Dazu gehören Themen wie die verschwundenen Milliarden-Guthaben der Javasche Bank, die tatsächliche Zahl der „Trostfrauen“ in der Zeit von 1932 bis 1945 und die Aufnahme von vertriebenen Familien aus Indonesien in das niederländische Rentensystem. Ebenfalls verfasst sie erfolgreiche Krimis.
2021 veröffentlichte Griselda Molemans das Resultat ihrer Recherchen zu den Liquidationserlösen japanischer Banken nach dem Zweiten Weltkrieg. Bei diesen Banken wurde das Geld hinterlegt, das für die Dienste der „Trostfrauen“ in japanischen Zwangsbordellen bezahlt wurde. Im Falle von Niederländisch-Ostindien flossen diese Erlöse an die Nederlandse Handel-Maatschappij, an der der niederländische Staat und die königliche Familie beteiligt waren, die somit von den „Einnahmen“ der Opfer der japanischen Zwangsprostitution profitierten. Gemeinsam mit weiteren Nachfahren von Yambaga Ouédraogo gründete sie eine Stiftung, die in Omsom, seinem Geburtsort, eine Schule errichten möchte.
Im Jahr 2023 ergriff Molemans die Initiative zur Errichtung eines Denkmal für die 70.000 Opfer der japanischen Zwangsprostitution in Niederländisch-Ostindien zwischen 1942 und 1945.

## Publikationen
- Paolo Conte. De Teksten. International Theatre Bookshop, 1988, ISBN 90-6403-194-0 (niederländisch).
- In gesprek met Jan Wouters. Arena, 1994, ISBN 90-6974-107-5 (niederländisch).
- Dochters van de Archipel - van moederland Indië naar vaderland Nederland. Balans, Amsterdam 2004, ISBN 90-5018-646-7 (niederländisch).
- Met vlag en rimpel - Erfgenamen van Indië. Kosmos Uitgevers, 2004, ISBN 90-215-4336-2 (niederländisch).
- In het voetspoor van De Panter. Balans, Amsterdam 2005, ISBN 90-5018-696-3 (niederländisch).
- From L.A. to New York. Artemis, 2007, ISBN 978-90-472-0032-1 (niederländisch).
- Zwarte huid, Oranje hart - Afrikaanse KNIL-nazaten in de diaspora. Quasar Books, 2010, ISBN 978-90-8910-162-4 (niederländisch).
- Oog van de naald. Mistral, 2011, ISBN 978-90-499-5197-9 (niederländisch).
- Tot op het bot. Mistral, 2012, ISBN 978-90-499-5303-4 (niederländisch).
- Opgevangen in andijvielucht - De opvang van ontheemden uit Indonesië in kampen en contractpensions en de financiële claims op basis van uitgebleven rechtsherstel. Quasar, 2014, ISBN 978-0-615-95101-0 (niederländisch).
- De vergeten krijgers - de onvoorwaardelijke trouw van de Indo-Afrikaanse gemeenschap aan de Nederlandse vlag. Quasar Books, Amsterdam 2016, ISBN 978-90-823739-1-2 (niederländisch).
- Levenslang Oorlog. De verzwegen slachtoffers van het Japanse Keizerlijk systeem van verkrachting en dwangprostitutie tussen 1932 en 1945. Quasar Books & Multimedia, 2020, ISBN 978-90-823739-5-0 (niederländisch).